# Надеин, Игорь Александрович

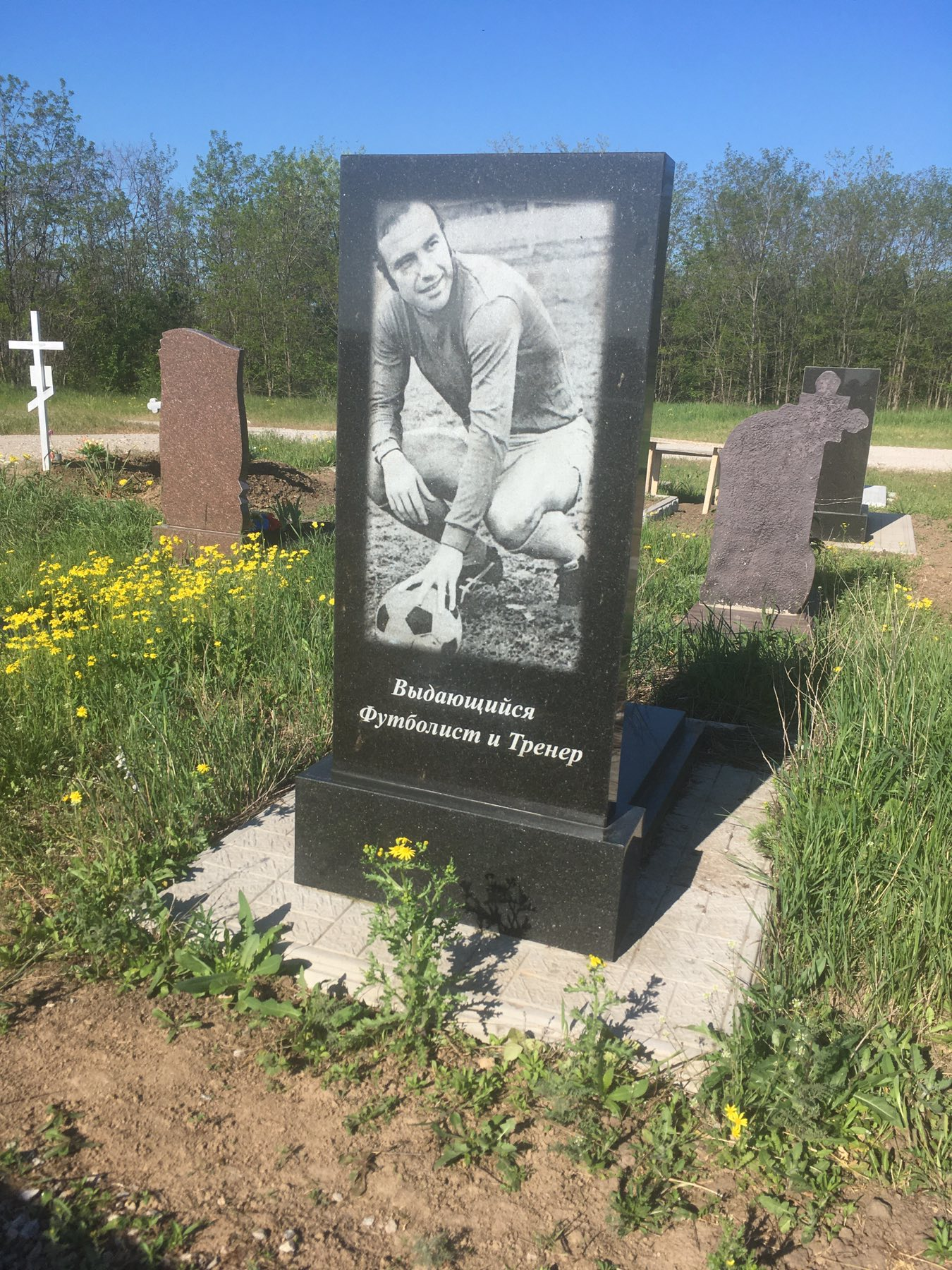

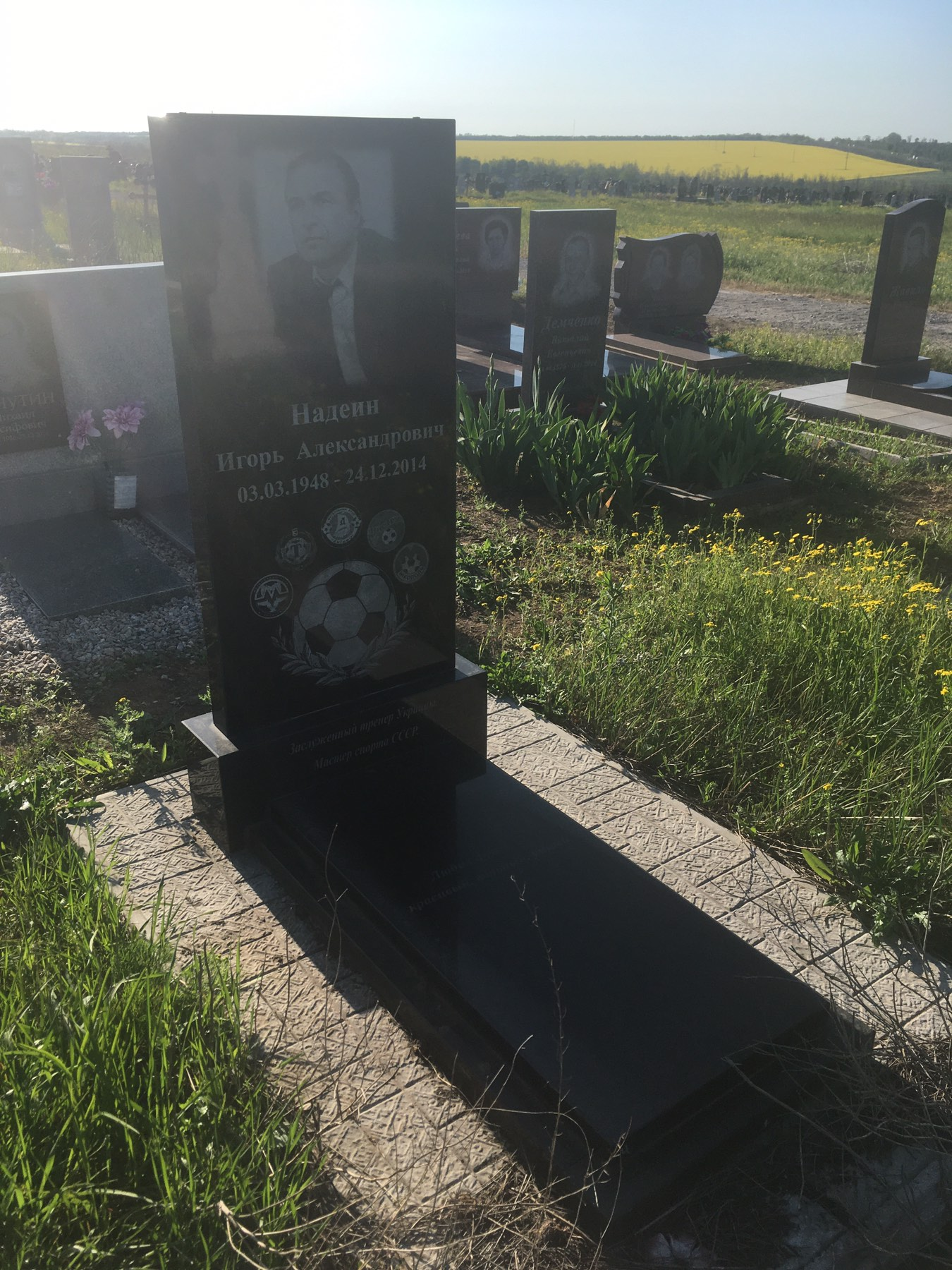

И́горь Алекса́ндрович Наде́ин (укр. Ігор Олександрович Надєїн; 3 марта 1948, Тула — 24 декабря 2014, Запорожье) — советский футболист и украинский футбольный тренер. Мастер спорта СССР (1982). Заслуженный тренер Украины.

## Биография
Играл за клубы «Металлург» Тула (1966—1967), «Нистру» Кишинёв (1968—1977), «Колос» Никополь (1978—1981), «Днепр» Днепропетровск (1981—1982). В 1978 году был на просмотре в московском «Спартаке». Участвовал в турнире на призы газеты «Неделя», где стал автором гола в ворота одесского «Черноморца».
Окончил Кишинёвский педагогический институт и Высшую школу тренеров в Москве.
Тренер в клубах «Колос» Никополь (1983), «Днепр» (1987). Главный тренер в «Металлурге» Запорожье (1988—1992), «Кривбассе» (1993, 2002), «Медите» Шахтёрск (1994), «Торпедо» Запорожье (1994—1997, 2001), «Конструкторуле» (1998—1999), СДЮШОР «Металлург» (2001), «Металлурге-2» Запорожье (2002), «Металлурге» Запорожье (2002), «Гелиосе» (2004—2005, 2007), ФК «Житичи» (2005—2006).
Похоронен на Кушугумском кладбище, в 2016 году установлен памятник.

## Достижения

### Командные трофеи
- Серебряный призёр первой лиги СССР: 1973
- Серебряный призёр 2-й зоны второй лиги СССР: 1978
- Победитель 2-й зоны второй лиги СССР: 1979, выход с «Колосом» Никополь в первую лигу

### Тренерские достижения
- Серебряный призёр чемпионата Молдавии: 1998/99
- Бронзовый призёр первой лиги СССР: 1989
- Победитель группы «В» второй лиги Украины: 2004/05
- Финалист Кубка Молдавии: 1998/99

### Личные достижения
- Заслуженный тренер Украины;
- Мастер спорта СССР.